# 5-Ton-Folge
Eine 5-Ton-Folge (auch Selektivruf oder Selcall genannt) wird zur selektiven Adressierung eines einzelnen Funkteilnehmers (Einzelruf) oder einer ganzen Gruppe (Gruppenruf) vor allem im analogen BOS-Funk verwendet. Auch in anderen Funksystemen findet dieses Schema Anwendung.

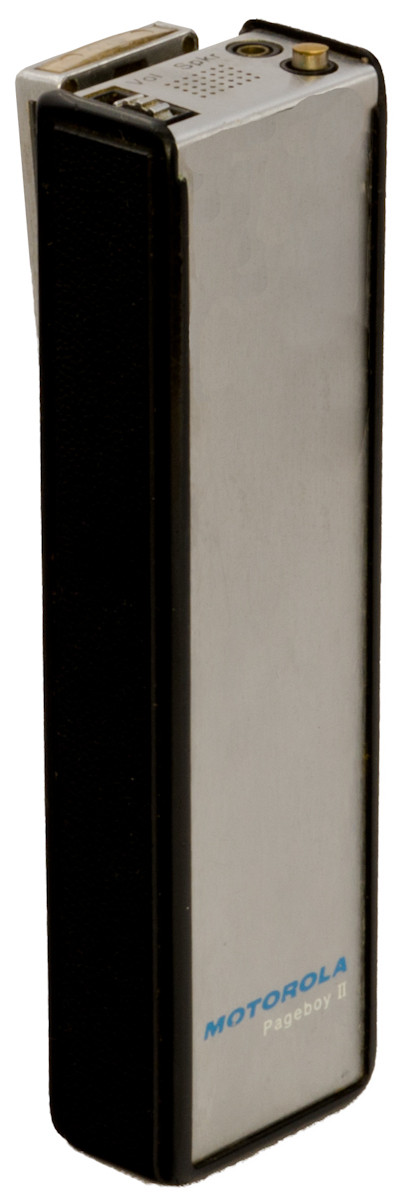
Der Motorola Pageboy II Funkmeldeempfänger für den Empfang von 5-Ton-Folgen im 4-Meter-Band. Er wurde von Rettungsdiensten und Feuerwehren in Deutschland eingesetzt.

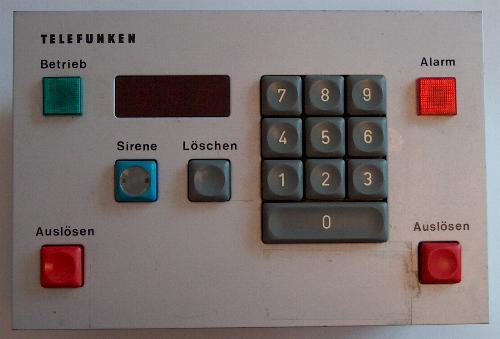
Alarmierungsgeber (Funkmeldeempfänger und Sirenen) für den analogen BOS-Funk zum Aussenden von 5-Ton-Folgen.

## Voraussetzungen
Um die Alarmierung durchführen zu können, benötigt ein Funkgerät, entsprechend seiner gewünschten Funktion als Sender oder Empfänger, folgende Baugruppen:
- Einzelruf-Geber
- Gruppenruf-Geber
- Einzelruf-Auswerter
- Gruppenruf-Auswerter

Die Auslösung des Alarms erfolgt durch das Gerät selbst oder durch ein entsprechendes Zusatzgerät.

## Funktion und Anwendung
Wird ein gespeicherter Ruf, also die im Gerät hinterlegte 5-Ton-Folge, empfangen, sind die Möglichkeiten der Reaktion vielfältig:
- Sammelruf: es öffnet sich nur der Lautsprecher
- Gruppenruf: wie Sammelruf, zusätzlich ertönt einmalig ein Anrufton
- Einzelruf: wie Gruppenruf, der Anrufton wird mehrfach wiederholt, Anruflampe leuchtet

Im BOS-Funk schreibt die Technische Richtlinie BOS genaue Reaktionen der Empfänger vor; so ist neben einer akustischen auch eine optische Signalisierung vorgeschrieben. Optional kann eine haptische Signalisierung durch einen Vibrationsalarm erfolgen.
In komplexeren Funknetzen kann zusätzlich die Rufnummer des Anrufers in einer weiteren 5-Ton-Folge übertragen werden. Sie wird dann im Display des Gerufenen angezeigt. Dies wird allerdings nicht von allen Geräten unterstützt.
Moderne Geräte können mit der 5-Ton-Folge auch im Gerät hinterlegte Texte als Status übertragen, ähnlich dem FMS der BOS, allerdings können die Texte völlig frei gewählt werden.
Weitere Anwendungen für 5-Ton-Folge:
- einfache Fernsteuerung, z. B. Pumpe an/aus, gesteuert vom Wasserhochbehälter
- Relaisöffnung, und damit Nutzung nur durch Berechtigte
- Sprechwunsch-Anforderung von der Leitstelle. Lautsprecher und Sprechtaste sind sonst verriegelt
- STUN/UNSTUN für die Deaktivierung gestohlener Funkgeräte
- Notruf, z. B. Taxifunkgerät sendet seine Kennung und 30 Sek. Sprache aus dem Fahrgastraum
- stille Abfrage: Leitstelle kann Gerät zum Senden auffordern

## Kodierung
Die Kodierung von 5-Ton-Folgen orientiert sich an den nationalen Standards. Moderne Geräte (die weltweit erfolgreich sein sollen) können zwischen zehn verschiedenen Standards und einem weiteren, frei definierbaren User-Standard umschalten. In Deutschland ist es der ZVEI-Standard. In anderen Ländern wird CCIR, EEA, EIA oder Natel verwendet. Die verschiedenen Frequenzen der einzelnen Töne nach ZVEI1 sind:
| Ziffer     | 1    | 2    | 3    | 4    | 5    | 6    | 7    | 8    | 9    | 0    | R    |
| Tonhöhe/Hz | 1060 | 1160 | 1270 | 1400 | 1530 | 1670 | 1830 | 2000 | 2200 | 2400 | 2600 |

Eine typische Sequenz setzt sich aus fünf Ziffern, also fünf verschiedenen Tönen, zusammen, die alle eine fest definierte Dauer von 70 ms haben. Um die Alarmierungssicherheit zu erhöhen, wird bei der Wiederholung einer Ziffer (zum Beispiel bei 88) nicht zweimal der 2000-Hz-Ton ausgesandt. Stattdessen wird beim zweiten Ton der Originalton (2000 Hz) durch den Alternativton (R, 2600 Hz) ersetzt, um die Unterscheidbarkeit von aufeinanderfolgenden Tönen zu gewährleisten. Bei ZVEI2, welcher in Deutschland nicht verwendet wird, wird der Alternativton durch einen 970-Hz-Ton ersetzt.

## BOS-Anwendung
Der 5-Ton-Ruf wird üblicherweise im analogen BOS-Funk eingesetzt, um Einsatzkräfte zu alarmieren. Ein anderer, ebenfalls geläufiger Ausdruck für die 5-Ton-Folge ist der Begriff Schleife. 5-Ton-Folgen können personenbezogen, standortbezogen, fahrzeuggebunden oder orientiert an einer gewünschten Ausrückstärke vergeben werden. Wenn ein Funkmeldeempfänger die ihm zugewiesene Folge empfängt, wird der Alarm ausgelöst. Auch Sirenen können über 5-Ton-Folgen ausgelöst werden, jedoch ist dabei noch ein nach dem 5-Ton-Signal gesendeter Doppelton (Überlagerung zweier Töne mit jeweils unterschiedlicher Frequenz, aber gleichem Lautstärkepegel) nötig.
Gemäß den geltenden Vorschriften muss die Tonfolge zweimal ausgesandt werden. Um eine höhere Alarmierungssicherheit zu garantieren, können auch zweimal zwei Tonfolgen ausgesandt werden. Im BOS-Funk müssen zusätzlich noch bestimmte Zeiten für die Tondauer und Toleranzen sowohl für Tonfrequenz und -dauer eingehalten werden, welche in der TR-BOS festgehalten sind.
In einem analogen Funknetz erfolgt die Alarmierung wie auch die Durchsage in der Regel auf dem gleichen Kanal im 4-m-Band. Bei der digitalen Alarmierung erfolgt das Ansprechen des Funkmeldeempfängers und die Übertragung der Datenbits im 2-m-Band. Das digitale Pendant zur 5-Ton-Folge ist der Radio Identification Code (kurz RIC).
Der Nachteil der analogen Alarmierung fällt beim kritischen Betrachten der Alarmierungsdauer auf. Eine einzige Alarmierung dauert mindestens 2,5 Sekunden, an die sich bei einer folgenden Durchsage laut den Richtlinien mindestens fünf Sekunden Pause sowie die Dauer der eigentlichen Sprachdurchsage anschließen. Sollte es notwendig sein, mehrere Schleifen zu alarmieren, erhöht sich die Gesamtdauer der Alarmierung deutlich.
Ein weiterer Nachteil besteht in der Abhörsicherheit. Das analoge BOS-Funknetz der BOS, in dem diese Alarmierungsart angewandt wird, ist in den seltensten Fällen verschlüsselt, und es stellt somit kein Problem dar, das Funknetz abzuhören. Außerdem können mutwillige Fehlalarme mit einem Funkgerät erzeugt werden.
Die Doppeltöne für Sirenensteuerung in Deutschland bestehen aus den folgenden Frequenzpaaren:
| Alarmtyp                | Dauer    | Ton                                            | Frequenzpaar      |
| ----------------------- | -------- | ---------------------------------------------- | ----------------- |
| Feueralarm              | 3 × 12 s | Dauerton                                       | 675 Hz + 1240 Hz  |
| Probe                   | 1 × 12 s | Dauerton                                       | 675 Hz + 1860 Hz  |
| Warnung der Bevölkerung | 60 s     | Heulton                                        | 675 Hz + 825 Hz   |
| ABC-Alarm               | 150 s    | 3 × 12 s Heulton, 30 s Pause, 3 × 12 s Heulton | 1240 Hz + 1860 Hz |
| Entwarnung              | 60 s     | Dauerton                                       | 825 Hz + 1860 Hz  |
| Katastrophenalarm       | 132 s    | 3 × 12 s Dauerton, 12 s Pause, 60 s Dauerton   | 825 Hz + 1240 Hz  |

Die Doppeltöne für Sirenensteuerung in Österreich bestehen aus den folgenden Frequenzpaaren:
| Alarmtyp              | Dauer    | Ton      | Frequenzpaar   |
| --------------------- | -------- | -------- | -------------- |
| Feueralarm            | 3 × 15 s | Dauerton | 675 Hz+1240 Hz |
| Probealarm            | 1 × 15 s | Dauerton | 675 Hz+1860 Hz |
| Zivilschutzalarm      | 1 min    | Heulton  | 675 Hz+825 Hz  |
| Zivilschutzwarnung    | 3 min    | Dauerton | 675 Hz+2280 Hz |
| Zivilschutzentwarnung | 1 min    | Dauerton | 675 Hz+1010 Hz |

## Software zum Enkodieren von 5-Ton-Folgen
| Programm              | Betriebssystem / Laufzeitumgebung | Lizenz                                                   |
| --------------------- | --------------------------------- | -------------------------------------------------------- |
| BosMon                | Windows                           | kostenlos                                                |
| FMS32/FMS32pro        | Windows                           | kommerziell                                              |
| FMS Crusader          | Java Runtime Environment          | kommerziell                                              |
| monitor               | Linux                             |                                                          |
| monitord              | Windows / Linux                   | Open Source unter GPL (v3)                               |
| PersonalFME           | Windows / Linux                   | Open Source unter GPL (v3 oder neuer)                    |
| Radio Operator        | Windows / Linux                   | Creative Commons Namensnennung-Keine Bearbeitung 3.0     |
| 5tone-web             | Web (HTML+JS)                     | Open Source unter GNU Affero General Public License v3.0 |
| Online ZVEI Generator | Web (HTML + JS)                   | Creative Commons Namensnennung 4.0 (CC BY 4.0)           |

## Software zum Dekodieren von 5-Ton-Folgen
| Programm          | Betriebssystem / Laufzeitumgebung | Lizenz                              |
| ----------------- | --------------------------------- | ----------------------------------- |
| Decode5 (Web)     | Web (HTML+JS)                     | Attribution-ShareAlike 3.0 Unported |
| Decode5 (Windows) | Python (Windows)                  | Attribution-ShareAlike 3.0 Unported |